# LGA 1155
LGA 1155 (inaczej Socket H2) – gniazdo procesora firmy Intel dla procesorów z serii Sandy Bridge i Ivy Bridge. LGA 1155 nie jest wstecznie kompatybilna z LGA 1156 pomimo tego, że różnica w pinach pomiędzy tymi dwoma gniazdami wynosi tylko jeden pin.

## Obsługiwane procesory[1][2]
| Nazwa kodowa | Nazwa własna | Modele (lista) | Częstotliwość | Rdzenie (Wątki)       | TDP     |
| ------------ | ------------ | -------------- | ------------- | --------------------- | ------- |
| Sandy Bridge | Celeron      | G4xx-G5xx      | 1,6–2,5 GHz   | 1 (1) / 1 (2) / 2 (2) | 35–65 W |
| Sandy Bridge | Pentium      | G6xx-G8xx      | 2,2–3,1 GHz   | 2 (2)                 | 35–65 W |
| Sandy Bridge | Core i3      | i3-21xx        | 2,5–3,4 GHz   | 2 (4)                 | 35–65 W |
| Sandy Bridge | Core i5      | i5-2xxx        | 2,3–3,4 GHz   | 4 (4)                 | 45–95 W |
| Sandy Bridge | Core i7      | i7-2xxx        | 2,8–3,5 GHz   | 4 (8)                 | 65–95 W |
| Sandy Bridge | Xeon         | E3-12xx        | 2,4–3,6 GHz   | 2 (2) / 4 (4) / 4 (8) | 20–95 W |
| Ivy Bridge   | Pentium      | G2xxx          | 2,5–3,3 GHz   | 2 (2)                 | 35–55 W |
| Ivy Bridge   | Core i3      | i3-3xxx        | 2,8–3,4 GHz   | 2 (4)                 | 35–55 W |
| Ivy Bridge   | Core i5      | i5-3xxx        | 2,7–3,4 GHz   | 4 (4)                 | 35–77 W |
| Ivy Bridge   | Core i7      | i7-37xx        | 2,5–3,5 GHz   | 4 (8)                 | 45–77 W |
| Ivy Bridge   | Xeon         | E3-12xxV2      | 2,3–3,7 GHz   | 2 (2) / 4 (4) / 4 (8) | 17–87 W |